# Janicsáry Sándor
Dragomiresti Janicsáry/Janitsáry Sándor (Pest, 1821. február 21. – Budapest, 1904. augusztus 23.) földbirtokos, országgyűlési képviselő. A mentelmi bizottság tagja volt.

## Életpályája
Szülei: Janitsáry Miklós (1778–1850) és Philippolisi Nikolits Theophia (1785–1856) voltak. Fiatal korában, 1841-1844 között katonaként szolgált a 12. huszárezredben. Kereskedő volt apja mellett Komáromban, majd 1848. december 14-én (16.) főhadnaggyá nevezik ki a 13. Hunyadi huszárezredhez, de nem lépett szolgálatba.
1868-ban lett a képviselőház tagja. Az 1870-es években nem volt tagja a képviselőháznak. 1887-től ismét tagja lett a háznak. 1892. országgyűlésben mint korelnök vett részt.
Sírja a Fiumei úti sírkertben látogatható.